# Akysis vespa
Akysis vespa е вид лъчеперка от семейство Akysidae.

## Разпространение
Видът е разпространен в Мианмар.

## Описание
На дължина достигат до 3,1 cm.